# Bridewell Palace
Bridewell Palace, à Londres, était à l'origine une résidence d'Henri VIII, et devint par la suite un hospice puis une prison. Avec le temps, son nom est devenu synonyme de postes de police et de centres de détention en Angleterre et en Irlande.

## Histoire

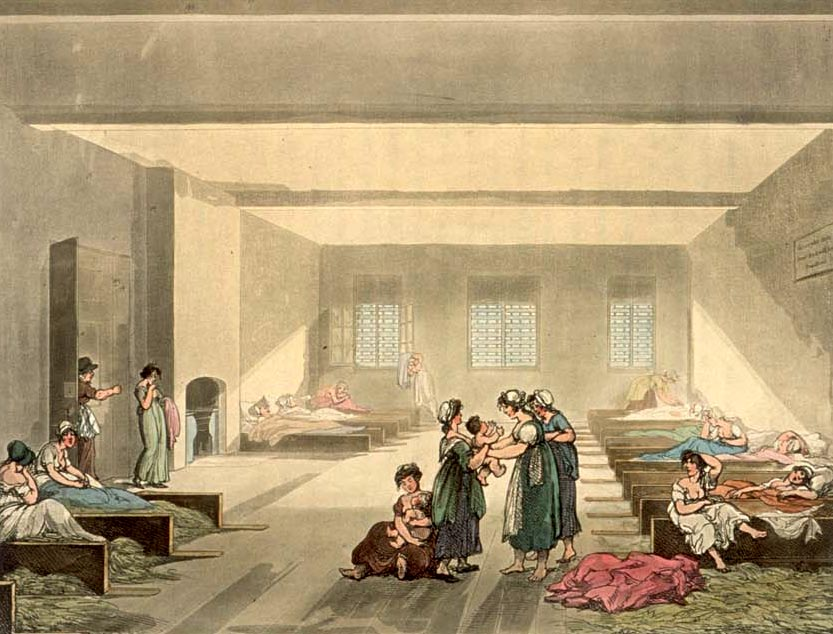
La Pass Room de Bridewell d'après l'œuvre d'Ackermann Microcosme de Londres (1808–1811), dessiné par Thomas Rowlandson et Auguste Charles Pugin. À cette époque, les mendiants autour de Londres pouvaient être appréhendés par les autorités et être emprisonnés pendant sept jours avant d'être renvoyés dans leur région d'origine. Ackermann représente ici la salle utilisée pour les femmes misérables.

Le palais fut à l'origine construit par Henry VIII pour un coût de 39 000 £, ce dernier y ayant vécu en résidence principale de 1515 à 1523. Se dressant sur les quais de la Fleet, le nom du palais est un hommage à Brigitte d'Irlande. Une délégation papale s'y est rendue en 1528 pour y discuter du divorce du Roi avec Catherine d'Aragon. À l'origine, il s'agissait d'un projet du cardinal Thomas Wolsey et le palais fut quitté définitivement par la famille royale après la chute de Wolsey en 1530. Il fut alors loué à l'ambassadeur français de 1531 à 1539.
En 1553, Édouard VI donne le palais à la ville de Londres pour y loger les enfants sans-abris et pour y punir les femmes « désordonnées ».  

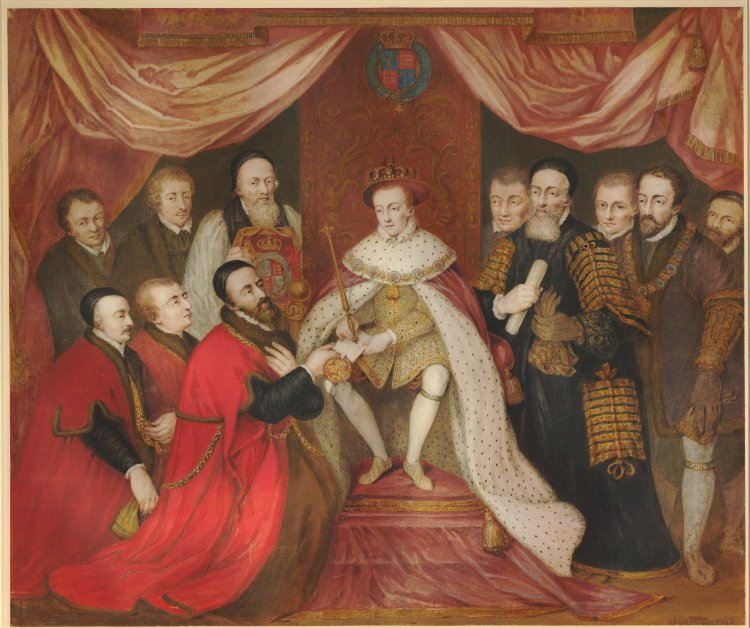
Édouard VI signe une charte en 1553 à Bridewell Hospital.

Londres prend pleine possession du palais en 1556 et en fait une prison, un hôpital et des bureaux. Le nom de Bridewell fut aussi donné à d'autres prisons londoniennes, dont Clerkenwell Bridewell (ouverte en 1615) et Tothill Fields Bridewell à Westminster.
Des institutions similaires en Angleterre, en Irlande et au Canada empruntent aussi le nom de Bridewell. De nos jours, le terme fait référence au principal centre de détention d'une ville, en général proche d'une cour de justice, comme à Nottingham, Leeds, Gloucester, Bristol, Dublin et Cork.
Bridewell Palace devint aussi une école connue sous le nom de Bridewell Royal Hospital. Mais le palais fut détruit par le Grand incendie de Londres et reconstruit en 1666–1667. En 1700, le bâtiment devient la première prison à bénéficier d'une équipe médicale (un médecin). La prison fut fermée en 1855, et les bâtiments démolis en 1863–1864. L'école fut déménagée dans le Surrey, et devint la King Edward's School. 
La maison du gardien d'origine est incorporée à l'avant d'un immeuble de bureaux au 14, New Bridge Street, et contient encore un portrait d'Édouard VI.